# Liars de Fontanilhas
Liars (occità) o Lias (francès) és un municipi francès del departament del Gers (regió d'Occitània).
| 1962                                       | 1968 | 1975 | 1982 | 1990 | 1999 | 2006 |
| ------------------------------------------ | ---- | ---- | ---- | ---- | ---- | ---- |
| 153                                        | 157  | 120  | 174  | 204  | 315  | 432  |
| Des de 1962: població sense dobles comptes |      |      |      |      |      |      |

| Període | Identitat   | Partit |
| ------- | ----------- | ------ |
| 2001-   | Gérard Paul | PS     |